# Entodon denticuspis
Entodon denticuspis är en bladmossart som beskrevs av Potier de la Varde 1956. Entodon denticuspis ingår i släktet Entodon och familjen Entodontaceae. Inga underarter finns listade i Catalogue of Life.